# Kulik (cràter)
Kulik és un cràter d'impacte que es troba en l'hemisferi nord de la cara oculta de la Lluna. La vora exterior d'aquest cràter ha estat fortament erosionada, particularment en el costat nord que està gairebé completament cobert per una parella de cràters més petits. La paret interior del costat sud també està marcada per un grup d'impactes menors, amb petits cràters al costat de la vora occidental i osques en la paret interior oriental. El sòl interior manca de trets significatius, encara que un pic central d'escassa d'altura s'aixeca prop del punt central.

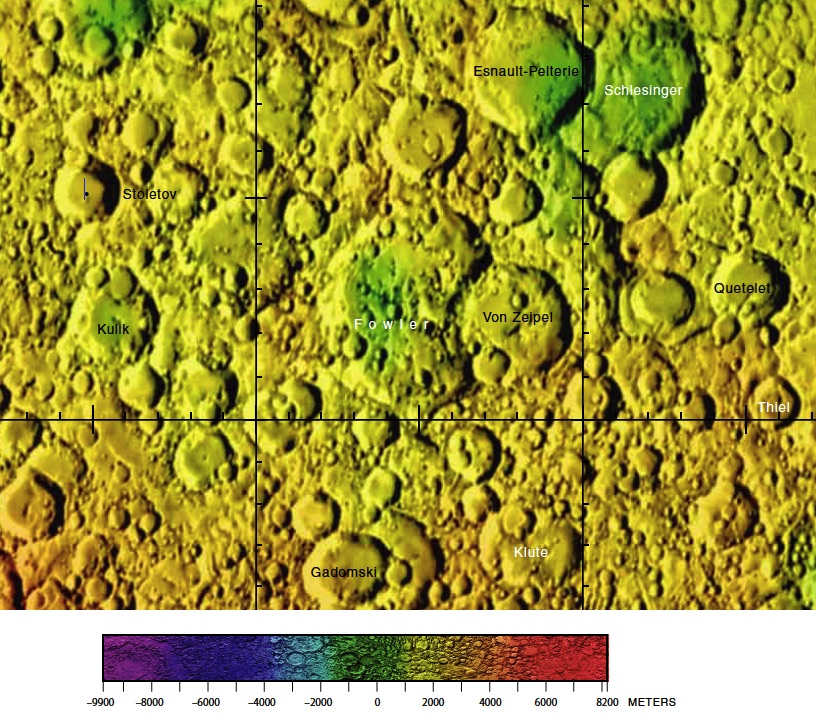
Localització de Kulik (centre-esquerra de la imatge)

Aquest cràter es troba a prop d'un diàmetre al sud del cràter Stoletov, i a l'oest del gran cràter Fowler. A l'oest es troba Schneller.

## Cràters satèl·lit
Per convenció aquests elements són identificats en els mapes lunars posant la lletra en el costat del punt mitjà del cràter que està més proper a Kulik.
|                                         | \| Kulik \| Coordenades \| Diàmetre \| \| --------------------------------------- \| ---------------------------------------- \| -------- \| \| J \| 40° 22′ N, 151° 44′ O / 40.37°N,151.74°O \| 46 km \| \| K \| 38° 50′ N, 151° 46′ O / 38.83°N,151.76°O \| 42 km \| \| 40° 30′ N, 153° 40′ O / 40.5°N,153.66°O \| 33 km \| \| |          |
| Kulik                                   | Coordenades | Diàmetre |
| J                                       | 40° 22′ N, 151° 44′ O / 40.37°N,151.74°O | 46 km    |
| K                                       | 38° 50′ N, 151° 46′ O / 38.83°N,151.76°O | 42 km    |
| 40° 30′ N, 153° 40′ O / 40.5°N,153.66°O | 33 km |          |